# Las Mariposas
Las Mariposas är en ort i Mexiko.   Den ligger i kommunen San Juan Juquila Vijanos och delstaten Oaxaca, i den sydöstra delen av landet, 400 km sydost om huvudstaden Mexico City. Las Mariposas ligger 1 447 meter över havet och antalet invånare är 119.
Terrängen runt Las Mariposas är huvudsakligen bergig, men åt sydväst är den kuperad. Runt Las Mariposas är det ganska glesbefolkat, med 26 invånare per kvadratkilometer. Närmaste större samhälle är San Ildefonso Villa Alta, 10,9 km öster om Las Mariposas. I omgivningarna runt Las Mariposas växer i huvudsak städsegrön lövskog.